# Dražen Budiša
Dražen Budiša (Drniš, 25. srpnja 1948.) hrvatski je političar, bivši potpredsjednik Vlade Republike Hrvatske i drugi predsjednik Hrvatske socijalno-liberalne stranke.

## Životopis

### Mladost i školovanje
Dražen Budiša rođen je 1948. godine u Drnišu u kući koja je do 1945. godine bila gostionica s velikim dvorištem. Otac mu Mate bio je službenik, a majka Marija kućanica. U dobi od dvije godine prebolio je dječju paralizu. Osnovnu i glazbenu školu te dva razreda gimnazije završio je u Drnišu. Treći i četvrti razred završio je u splitskoj gimnaziji 'Vladimir Nazor'. U vrijeme gimnazijskoga školovanja profesori su ga zapazili kada je javno izrazio nezadovoljstvo zbog izbacivanja Franje Tuđmana iz Saveza komunista. Prema vlastitoj tvrdnji tada je bio jedini koji je u gimnaziji koju je pohađao govorio tisuća i znanost. Također navodi kako je bio jedini u gimnaziji, koji se nakon Omladinske političke škole odbio učlaniti u Savez komunista. Godine 1967. upisao je studij filozofije i sociologije na zagrebačkom Filozofskom fakultetu. Godinu dana kasnije javno je branio Deklaraciju o nazivu i položaju hrvatskog književnog jezika. Bio je viši bibliotekar u NSB-u od 1978. do 1989. godine.

## Politička djelatnost
Politički se aktivirao u jesen 1968. godine na Filozofskom fakultetu braneći Deklaraciju o nazivu i položaju hrvatskog književnog jezika.

### Hrvatsko proljeće
Tijekom Hrvatskoga proljeća Budiša je bio jedan od studentskih vođa (1971., imao je 23 godine i studirao filozofiju i sociologiju na zagrebačkome Filozofskomu fakultetu). 11. prosinca 1971. godine, Budiša je uhićen i osuđen, tijekom politički orkestriranoga i namještenoga sudskoga procesa, na kaznu strogoga zatvora od četiri godine. Kaznu je odslužio u Staroj Gradiški i Lepoglavi. Iz zatvora je izašao u prosincu 1975. godine.

### Osamostaljivanje Hrvatske
Franjo Tuđman očekivao je kako će Budiša biti u HDZ-u u vrijeme prvih višestranačkih izbora 1990. godine, no okolnosti su odvele Budišu u HSLS (Budiša se odaziva pozivu u HSLS Slavka Goldsteina), kome je bio predsjednikom od 1990. do 1996. godine i od 1998. do 2003. godine.

### Samostalna Hrvatska
U kolovozu 1991. godine postaje ministar bez lisnice u Vladi demokratskog jedinstva, iz koje istupa u veljači 1992. godine. Na predsjedničkim izborima 1992. godine doživljava poraz od Franje Tuđmana, ali uskoro HSLS postaje najjača opozicijska stranka. Unutarstranački obračuni, kao i gotovo prepolovljen izborni rezultat na parlamentarnih izborima 1995., rezultiraju njegovim odstupanjem s mjesta predsjednika HSLS-a. U trećem sazivu Hrvatskog sabora djelovao je kao jedan od potpredsjednika Zastupničkog doma. Potom postaje predsjednik Velikog vijeća HSLS-a, ali i tu funkciju napušta nakon što je većinom glasova odlučeno da se prekinu pregovori s HDZ-om, koje je on zagovarao. Kasnije će mnogi njegovi stranački puleni (Božičević, Tadić, Rožić, Zorić, Ropuš, Herak) prijeći u HDZ. 1995. godine izabran je za gradonačelnika Zagreba, ali Tuđman tada nije želio "dopustiti oporbenu situaciju u Zagrebu" te Budišu nije potvrdio. HSLS se konačno raspada u jesen 1997. godine.
Vlado Gotovac tada osniva Liberalnu stranku (LS), a Budiša se vraća na čelo HSLS-a. S govornice traži ključeve prostorija u Amruševoj (gdje je sjedište stranke), a poziranje Stephanu Lupinu u mussolinijevskoj pozi opravdava izjavom: "Sve je kriv onaj Latino." Suprotstavlja se IDS-u zbog Deklaracije o višejezičnom i multikulturalnom karakteru Istre, tumačeći da Hrvati time postaju nacionalna manjina u tom dijelu zemlje. Tada poručuje IDS-ovcima: "Nitko me u ovih nekoliko godina nije ovako uvrijedio."
Uz posredovanje američkog "International Republican Institute" (IRI) – čije je djelovanje u Hrvatskoj kome je svrha bilo svrgavanje "autoritarnog režima Franje Tuđmana" financirala američka federalna agencija USAID – u kolovozu 1998. godine Ivica Račan i Dražen Budiša potpisuju sporazum o suradnji dviju stranaka i traže raspisivanje prijevremenih izbora. Makar je na Hrvatskim parlamentarnim izborima 1995. HSLS bio dobio više (11,55%) glasova nego SDP (8,93%), Budiša je pristao na koalicijske odnose u kojima je Ivica Račan poslije vodio vladu, a SDP državnu politiku.
Nakon pobjede koalicije šest stranaka (SDP-HSLS-HSS-LS-HNS-IDS) na parlamentarnim izborima 2000., Ivica Račan nudi Budiši mjesto predsjednika Hrvatskoga sabora, što on odbija nadajući se pobjedi na predsjedničkim izborima 2000. Nakon poraza u drugome krugu od Stjepana Mesića, postaje saborski zastupnik. Zbog podjele u HSLS-u oko glasovanja o povjerenju Vladi Ivice Račana zbog izručenja hrvatskih generala Haškom sudu u ljeto 2001. Budiša podnosi ostavku na dužnost predsjednika HSLS-a, ali na izbornom saboru stranke u veljači 2002. godine Budiša ponovno postaje predsjednikom HSLS-a.
U ožujku 2002. godine Budiša je imenovan zamjenikom predsjednika u koalicijskoj Vladi. Nešto više od tri mjeseca nakon toga HSLS-ovci izlaze iz Vlade i vladajuće koalicije te su ponovno prešli u oporbu, nakon što su odbili u Saboru podržati Ugovor sa Slovenijom o nuklearki Krško. Istoga dana predsjednik vlade Račan podnio je ostavku, što je dovelo do pada Vlade.
Nakon ovog razdoblja 2000. – 2004. godine, na parlamentarnim izborima 2003. HSLS je u koaliciji s DC-om osvojio tek tri zastupnička mjesta (HSLS dva i DC jednoga), što je uzrokovalo međusobne sporove u stranci, koji su i naveli Budišu na podnošenje neopozive ostavke.
U prosincu 2009. godine je nakon višegodišnjega izbivanja iz aktivnog političkog života Dražen Budiša aktivirao svoje članstvu u HSLS-u.

## Znanstvena djelatnost i publicistika
Budiša je do 2003. godine objavio četrdesetak znanstvenih i stručnih radova iz hrvatske i europske kulturne povijesti te više knjiga iste tematike. Priredio je i uredio više djela za publikaciju: Petar Zrinski, Moje drago srce: Pismo Petra Zrinskoga Katarini Zrinski u suvremenim prijevodima, (likovno i grafički oblikovao Frane Paro), Zagreb, 1988. (2. izd. 1989., 3. izd. 1993.), Ivan Kukuljević Sakcinski, Juran i Sofia ili Turci kod Siska: junačka igra u trih činih/spisao Ivan Kukuljević Sakcinski, (suprireditelj Božidar Petrač), Zagreb, 1989., Filip Grabovac, Cvit razgovora naroda i jezika iliričkoga aliti arvackoga, Zagreb, 2007., i ini.

## Djela
- Pet stoljeća hrvatske filologije, Nacionalna i sveučilišna biblioteka, Zagreb, 1981. (ostali autori: Anđelko Novaković i Božidar Petrač)
- Počeci tiskarstva u evropskih naroda, Kršćanska sadašnjost-Nacionalna i sveučilišna biblioteka, Zagreb, 1984.
- Slika u knjizi: iluminirani kodeksi i ilustrirane knjige od XI. do XVI. stoljeća: iz riznica Metropolitane i Nacionalne i sveučilišne biblioteke u Zagrebu: od 1. do 22. VII. 1987: katalog izložbe, Nacionalna i sveučilišna biblioteka-Grafički zavod Hrvatske, Zagreb, 1987. (ostali autori: Vladimir Magić, Milan Pelc)
- Humanizam u Hrvatskoj, 1988.
- Razgovori o slobodnoj Hrvatskoj, (suautor Vlado Gotovac), HSLS, Zagreb, 1991.
- Hrvatske knjige tiskane u Mlecima od XV. do XVIII. st., Nacionalna i sveučilišna biblioteka-Hrvatski centar P.E.N.-a, Zagreb, 1993.
- Razgovori o hrvatskoj državi, Nakladni zavod Globus, Zagreb, 2001.

## Odlikovanje
- 1995. godine odlikovan je redom Stjepana Radića.[10]

## Osobni život
Dražen Budiša je oženjen, a sa suprugom Nadom, koju je upoznao u studentskim danima, ima tri sina (Krešimira, Matu i Dražena).

## Vanjske poveznice
- Budiša, Dražen Hrvatska enciklopedija
- Večernji list – biografije: Dražen Budiša  Arhivirana inačica izvorne stranice od 1. listopada 2015. (Wayback Machine)
- Budiša podnio neopozivu ostavku na mjesto predsjednika HSLS-a
- Dražen Budiša aktivirao članstvo u HSLS-u